# Crestwood Village
Crestwood Village é uma Região censo-designada localizada no estado americano de Nova Jérsei, no Condado de Ocean.

## Demografia
Segundo o censo americano de 2000, a sua população era de 8 392 habitantes.

## Geografia
De acordo com o United States Census Bureau tem uma área de 11,5 km², dos quais 11,4 km² cobertos por terra e 0,1 km² cobertos por água.

## Localidades na vizinhança
O diagrama seguinte representa as localidades num raio de 12 km ao redor de Crestwood Village.